# Петер Лютер
Петер Лютер (нім. Peter Luther; 2 січня 1939 — 15 жовтня 2024) — німецький вершник.
Бронзовий призер Олімпійських Ігор 1984 року в командному конкурі.